# Comaroma maculosa
Espèce
Comaroma maculosa est une espèce d'araignées aranéomorphes de la famille des Anapidae.

## Distribution
Cette espèce se rencontre au Japon et en Corée du Sud,.

## Description
La femelle holotype mesure 1,32 mm et le mâle paratype 1,30 mm.

## Publication originale
- Oi, 1960 : « Linyphiid spiders of Japan. » Journal of Institute of Polytechnics, Osaka City University, sér. D, vol. 11, p. 137-244.